# 리저드 (마블 코믹스)
리저드(Lizard)은 미국의 만화 《스파이더맨》에 등장하는 악당으로, 도마뱀 괴물 형태의 모습을 하고 있다. 《어메이징 스파이더맨》 #6 (1963년 11월)에 처음으로 등장하였다. 스탠 리와 스티브 딧코에 의해 만들어졌다. 《스파이더맨 2》와 《스파이더맨 3》에서는 딜런 베이커가, 《어메이징 스파이더맨》에서는 리스 이반스가 역할을 맡았다. 인간일때의 이름은 커티스 "커트" 코너스(Curtis "Curt" Connors)이다.